# Golfo de Onega
El golfo de Onega (en ruso, «Онежская губа», «Онежский залив») es una de las cuatro grandes bahías del mar Blanco —junto con el golfo de Kandalakcha, la bahía de Menzen y la bahía Dvina—, situada en la parte interior, en el extremo sur. Tiene una longitud de unos 185 km y una anchura de 50-100 km. La profundidad media es de 16 m y la máxima de 36 m.
Desembocan en la bahía el río Onega (416 km), el río Kem (191 km) y el río Vyg (237 km). La bahía cuenta con numerosas islas, la más grande y famosa son las islas Solovetsky, cuyo conjunto ha sido declarado patrimonio de la Unesco. En la costa oeste está la ciudad de Belomorsk (13.013 habitantes en 2002) y la salida del Canal Mar Blanco-Báltico.
Administrativamente, la ribera oriental pertenece al óblast de Arcángel y la ribera occidental a la República de Karelia, en Rusia.

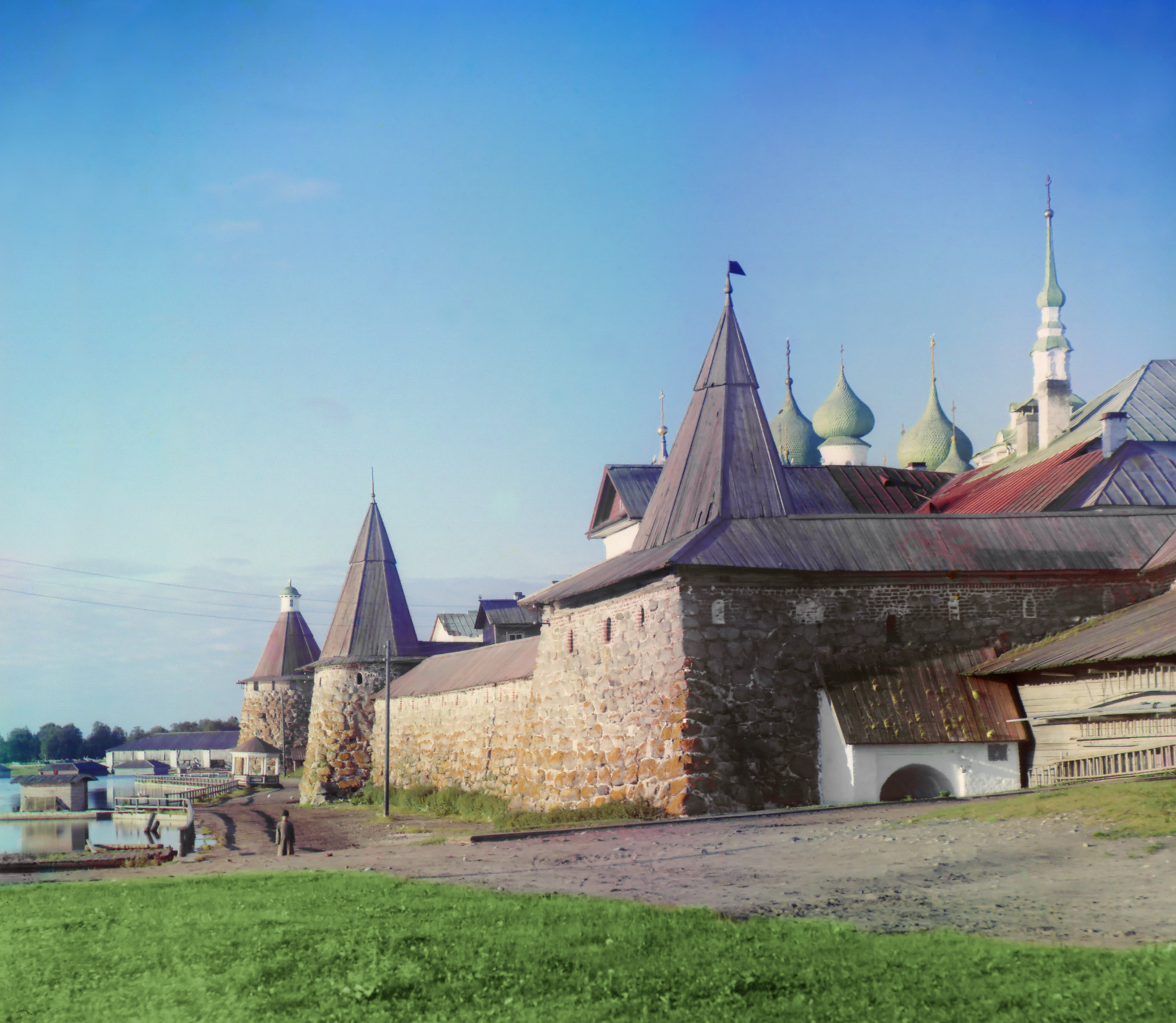
Monasterio de Solovetsky, en una de las islas Solovetsky, en aguas del golfo de Onega, declaradas en su conjunto Patrimonio de la Unesco.

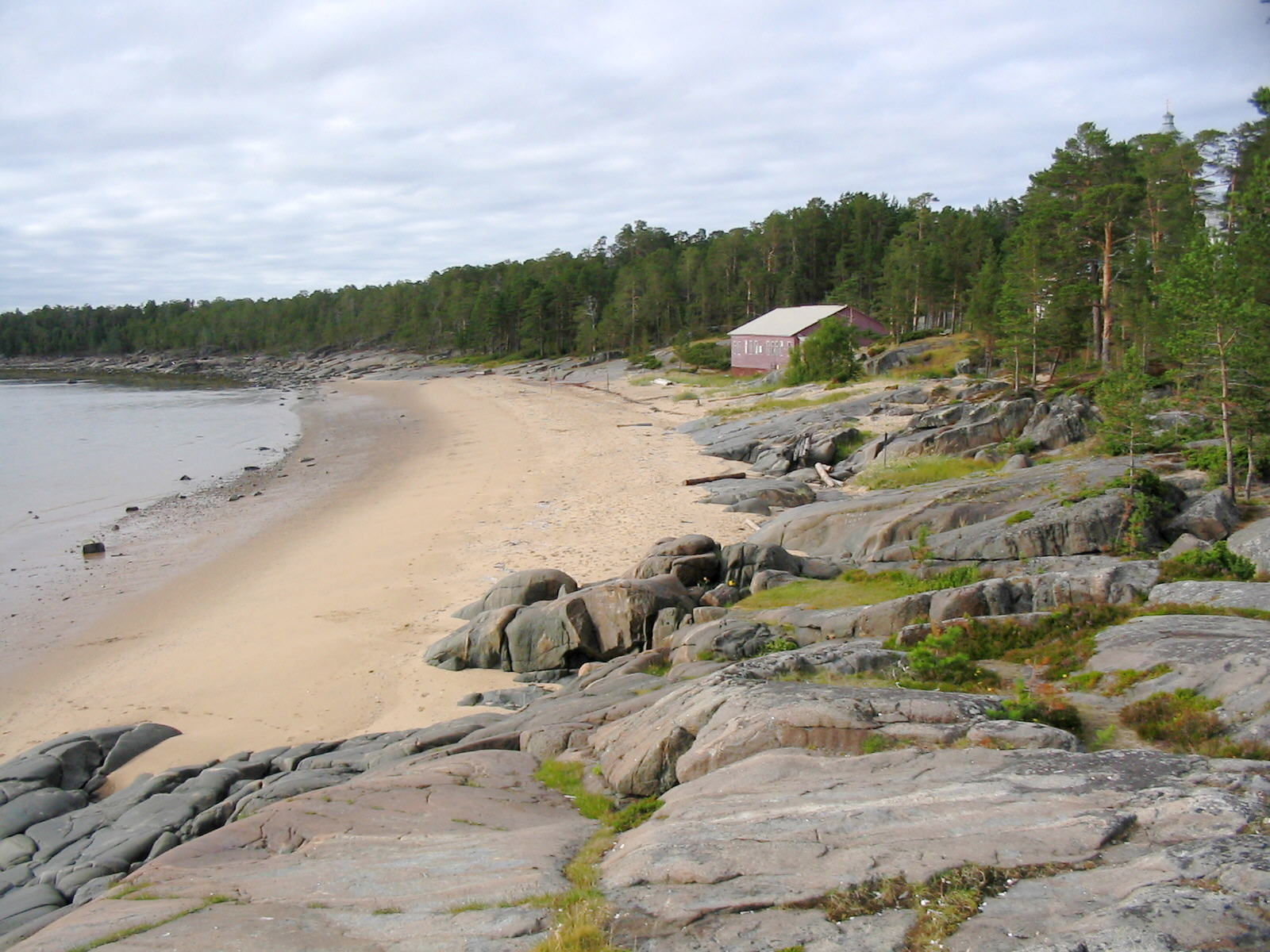
Orilla de la bahía en la isla de Kiy.

## Sitio Ramsar
En 1994, se catalogan como sitio Ramsar numerosas islas rocosas de origen glaciar y las aguas marinas que las rodean en el golfo de Onega. El conjunto, una parte de los cientos de islas que hay en la costa oeste de la bahía, ocupa unas 3600 ha, unos 36 km2, con el número Ramsar 668. La vegetación de los islotes e islas es la típica de las regiones situadas en el lejano norte, e incluye bosques de pinos y abedules y tundra dominada por arbustos con bayas del género Empetrum, musgos y líquenes. También hay algunas plantas raras y mamíferos vulnerables. Los humedales albergan importantes colonias de aves acuáticas, entre ellas el 1 por ciento de la población del Atlántico oriental de alca común y un porcentaje similar en Rusia de arao aliblanco. En este lugar de interés para la migración y la hibernación de aves, hay objetos de importancia arqueológica, como lugares sagrados de tribus primitivas. Las actividades humanas incluyen pesca, recolección de algas, recreación y cosecha de bayas y setas.